# Algemene verkiezingen in Tanzania (2020)
De algemene verkiezingen in Tanzania van 2020 vonden op 18 oktober plaats. Zij behelsden de verkiezing van een nieuwe Nationale Vergadering en de verkiezing van een president. De Chama Cha Mapinduzi (CCM), aan de macht sinds 1977, won de verkiezingen en bleef de grootste partij met 350 (+90) van de 393 zetels; CHADEMA, de voornaamste oppositiepartij was de grote verliezer en leverde 53 zetels in en bleef steken op 20.
Zittend president John Magufuli werd met 84,40% van de stemmen herkozen. Zijn belangrijkste opponent, Tundu Lissu (CHADEMA) bleef steken op 13%.

## Presidentsverkiezingen
| Kandidaat                       | Kandidaat                       | Partij                               | Stemmen    | %      |
| ------------------------------- | ------------------------------- | ------------------------------------ | ---------- | ------ |
|                                 | John Magufuli                   | Chama Cha Mapinduzi                  | 12.516.252 | 84,40  |
|                                 | Tundu Lissu                     | CHADEMA                              | 1.933.271  | 13,04  |
|                                 | Bernard Kamillius Membe         | Alliance for Change and Transparency | 81.129     | 0,55   |
|                                 | Leopord Lucas Mahona            | National Reconstruction Alliance     | 80.787     | 0,54   |
|                                 | Ibrahim Haruna Lipumba          | Civic United Front                   | 72.885     | 0,49   |
|                                 | John Paul Shibuda               | Tanzania Democratic Alliance         | 33.086     | 0,22   |
|                                 | Hashim Spunda Rungwe            | Chama cha Ukombozi wa Umma           | 32.878     | 0,22   |
|                                 | Yeremia Kulwa Maganja           | NCCR–Mageuzi                         | 19.969     | 0,13   |
|                                 | Muttamwega Bhatt Mgaywa         | Sauti ya Umma                        | 14.922     | 0,10   |
|                                 | Cecilia Augustino Mwanga        | Attentive Democracy Party            | 14.556     | 0,10   |
|                                 | Philipo John Fumbo              | Democratic Party                     | 8.283      | 0,06   |
|                                 | Queen Cuthbert Sendiga          | Alliance for Democratic Change       | 7.627      | 0,05   |
|                                 | Twalib Ibrahim Kadege           | United People's Democratic Party     | 6.194      | 0,04   |
|                                 | Seif Maalim Seif                | Alliance for African Farmers Party   | 4.635      | 0,03   |
|                                 | Khalfan Mohammed Mazrui         | Union for Multiparty Democracy       | 3.721      | 0,03   |
| Totaal                          | Totaal                          | Totaal                               | 14.830.195 | 100,00 |
| Totaal geldige stemmen          | Totaal geldige stemmen          | Totaal geldige stemmen               | 14.830.195 | 98,27  |
| Ongeldige stemmen/ blanco       | Ongeldige stemmen/ blanco       | Ongeldige stemmen/ blanco            | 261.755    | 1,73   |
| Totaal aantal stemmen           | Totaal aantal stemmen           | Totaal aantal stemmen                | 15.091.950 | 100,00 |
| Geregistreerde kiezers/ opkomst | Geregistreerde kiezers/ opkomst | Geregistreerde kiezers/ opkomst      | 29.754.69  | 50,72  |
| Bron: Nationale Kiescommissie   |                                 |                                      |            |        |

## Parlementsverkiezingen
De uitslag is aangevochten door de oppositie (2020).

### Nationale Vergadering
| Partij                                                   | Partij                                                   | %                                                        | zetels |
| -------------------------------------------------------- | -------------------------------------------------------- | -------------------------------------------------------- | ------ |
|                                                          | Chama Cha Mapinduzi                                      |                                                          | 350    |
|                                                          | CHADEMA                                                  |                                                          | 20     |
|                                                          | Civic United Front                                       |                                                          | 3      |
|                                                          | Alliance for Change and Transparency                     |                                                          | 4      |
|                                                          | NCCR–Mageuzi                                             |                                                          | 0      |
| Benoemd door de president                                | Benoemd door de president                                | Benoemd door de president                                | 10     |
| Indirect gekozen door Huis van Afgevaardigden (Zanzibar) | Indirect gekozen door Huis van Afgevaardigden (Zanzibar) | Indirect gekozen door Huis van Afgevaardigden (Zanzibar) | 5      |
| Procureur-Generaal (ambtshalve)                          | Procureur-Generaal (ambtshalve)                          | Procureur-Generaal (ambtshalve)                          | 1      |
| Totaal                                                   | Totaal                                                   |                                                          | 393    |
|                                                          |                                                          |                                                          |        |
| Aantal vrouwelijke parlementariërs                       | Aantal vrouwelijke parlementariërs                       | Aantal vrouwelijke parlementariërs                       | 143    |
|                                                          |                                                          |                                                          |        |
| Geregistreerde kiezers/ opkomst                          | Geregistreerde kiezers/ opkomst                          | 50,72                                                    |        |
| Bron: IPU                                                |                                                          |                                                          |        |

## Afbeeldingen

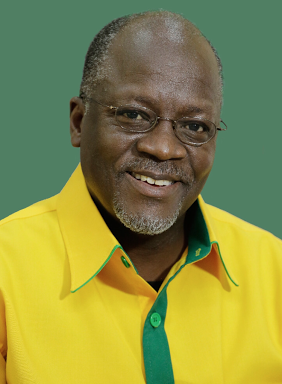
John Magufuli won de presidentsverkiezingen met 84% van de stemmen en werd herkozen.
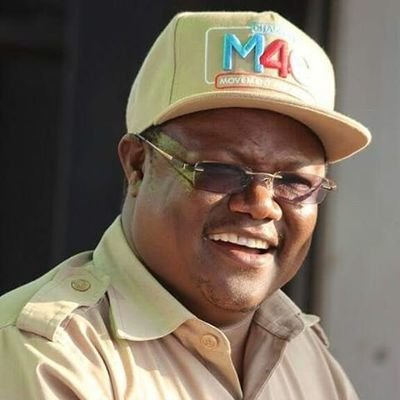
Tundu Lissu verloor de verkiezingen met 13% van de stemmen.